# Schildbürger

Titelblatt einer späteren Ausgabe des Lalebuches

Die Schildbürger, wohnhaft im fiktiven Ort Schilda, sind Hauptakteure einer ganzen Reihe von kurzen Erzählungen, den Schildbürgerstreichen. Die Schwanksammlungen zu den Schildbürgern sind neben denen zu Till Eulenspiegel die bekannteste deutsche Sammlung von Schelmen-Geschichten in Romanform.
Eine Sammlung bzw. ein Volksbuch mit Schildbürger-Schwänken zum Inhalt erschien 1597 erstmals unter dem Titel Das Lalen-Buch. Wunderseltzame / Abentheurliche / unerhörte / und bißher unbeschriebene Geschichten und Thaten der Lalen zu Lalenburg. Bekannt wurde die zweite Ausgabe von 1598 mit dem Titel Die Schiltbürger; mehrere Autoren sind als ihr Urheber im Gespräch, u. a. Friedrich von Schönberg. Wie der Till Eulenspiegel oder der Faust geht auch das Lalebuch nicht auf eine fremdsprachige Vorlage zurück. Vielmehr wurden Schwänke und Erzählungen, die im Umlauf waren, aufgegriffen und, kunstvoll mit vielen gelehrten Andeutungen gespickt, zu einem Ganzen verarbeitet.

## Das Lalebuch von 1597

### Textgeschichte und Verfasserfrage
Der älteste bekannte Druck stammt aus dem Jahr 1597 und wurde anonym in Straßburg gedruckt. Vier Exemplare sind noch erhalten.
Auf dem Titelblatt findet sich folgendes Autorrätsel:

„[…] auß Rohtwelscher in Deutsche Sprach gesetzt / Durch: Aabcdefghiklmnopqrstuwxyz. Die Buchstaben so zu viel sindt/ Nimb auß / wirff hinweg sie geschwindt / Und was dir bleibt / setz rechtzusammen: So hastu deß Authors Namen.“

Dieses führte in der Literaturwissenschaft zu zahlreichen Spekulationen, aber keiner mehrheitsfähig begründbaren Lösung.
Der Inhalt des Werks behandelt die fiktive Stadt Laleburg im Kaiserreich Utopia. Der Name Lale geht auf das griechische Verb λαλέω (laléō) zurück, das einerseits plaudern und schwatzen, aber auch verkündigen und lehren bedeutet. Die übrige Rahmenerzählung gleicht dem späteren Topos der Schildbürger aus Schilda, die sich aus eigenem Antrieb von weisen Beratern zu närrischen Bauern entwickelten.
Am Ende des Lalebuchs von 1597 waren die Newe Zeitungen auß der ganzen Welt, eine Sammlung von Lügengeschichten, abgedruckt. Sie teilen sich mit dem Lalebuch denselben, fortlaufend nummerierten Druckbogen und verwiesen auf den Titelblättern und aufeinander, trotzdem fehlen die neuen Zeitungen in den Editionen des Lalebuchs. Eine Ausnahme ist der Nachdruck von Wunderlich.
Stoffvorlagen
Das Lalebuch bezieht seine Stoffe bei vielen zeitgenössischen Schwankautoren, von denen sich der fiktive Autor in der Vorrede eigentlich distanziert:

„(…) an statt der groben Zotten im Rollwagen / Gartengesellschafft / Cento Nouella, Katzipori, vnd andern vnreinen Scribenten / welche wol außschneidens bedoͤrfften.“

Neben Jörg Wickrams Rollwagenbüchlein (1555), der Gartengesellschaft (1557) von Jacob Frey und Michael Lindeners Katzipori (1558) gehören zu den Vorlagen unter anderem das Nachtbüchlein von Valentin Schumann (1559) und die Zimmersche Chronik (1566).

### Unterschiede zu Schildbürgerbuch und Grillenvertreiber
Die Versionen des Schildbürgerbuches (ältester bekannter Druck von 1598) und des Grillenvertreibers (ältester bekannter Druck von 1603) unterscheiden sich vom Lalebuch hauptsächlich durch die Anpassung der Namen der Protagonisten und ihres Wohnortes und einer an diese Umstände angepassten Vorgeschichte. Zusätzlich fehlen in all diesen Ausgaben die Newe Zeitungen auß der ganzen Welt.

## Ursprungserklärungen
Mehrere Orte nehmen für sich in Anspruch, die Verhältnisse in ihrer Stadt seien seinerzeit die Vorlage für die Berichte von Schilda gewesen:
- Schilda (Brandenburg)
- Schildau (bei Torgau)
- Mährisch Schildberg (Mähren)[9]
- Sayda (Erzgebirge)
- Beckum (Beckumer Anschläge; Nordrhein-Westfalen)
- Hirschau (Bayern)[10][11]
- Teterow (Mecklenburg-Vorpommern)
- Oberdürrbach (Bayern)

Einen historisch fundierten Hinweis auf die reale Herkunft der Schildbürger liefert das Vorhandensein des aus den Geschichten bekannten Schildbergs bei Schildau. Von den Bürgern von Schilda, das seit dem 17. Jahrhundert Schildau zugeschrieben wird, handelt die Nacherzählung Erich Kästners und Horst Lemkes. Sie berichten dort eine Reihe närrischer Schwänke.
Mit den Schildbürgerstreichen vergleichbare Schelmendarstellungen sind im deutschen Sprachraum von der hessischen Kleinstadt Schwarzenborn überliefert (Schwarzenbörner Streiche). Auch aus anderen Sprachregionen sind ähnliche Geschichten bekannt, so etwa aus England beispielsweise Gotham, aus ostjüdischen Erzählungen die Chelmer Narren, aus der Türkei die mittelalterlichen Geschichten des Hodscha Nasreddin oder aus Tschechien die fiktive Stadt Kocourkov.
Den Ortsnamen Schilda gibt es indes wirklich; die Gemeinde Schilda im Landkreis Elbe-Elster in Brandenburg trägt diesen Namen und liegt nur wenige Kilometer von den in Familienbesitz eines mutmaßlichen Autors des Buches, Friedrich von Schönberg, befindlichen Rittergütern in Falkenberg/Elster und Uebigau. Schönberg wurde in Sitzenroda, einem Nachbarort der Gneisenaustadt Schildau, geboren.

## Erzählungen
Die Bürger Schildas waren gemeinhin als äußerst klug bekannt, weswegen sie begehrte Ratgeber der Könige und Kaiser dieser Welt waren. Da der Ort auf diese Weise langsam aber sicher entvölkert wurde, verlegte man sich auf eine List:
Die Schildbürger begannen, allmählich ihre Klugheit durch Narrheit zu ersetzen. Dies war so erfolgreich, dass sie mit der Zeit in ihrer Narrheit verblieben und dafür genauso bekannt wurden wie ehedem für ihre Klugheit.

### Bekannte Schildbürgerstreiche
- Die Schildbürger bauen ein Rathaus: Um ihre närrische Lebensart vorzuzeigen, bauen die Schildbürger ein neues, dreieckiges Rathaus mit einem großen Tor, aber ohne Fenster. Weil es nun im Rathaus stockfinster ist, versuchen die Schildbürger, mit der Hilfe von Eimern und Säcken, Kästen und Körben, auch Kannen und Schüsseln das Sonnenlicht einzufangen und ins Innere zu tragen.
- Die Schildbürger verschieben das Rathaus: Eine Jacke dient als Markierung der Rathausverschiebung. Als ein Landstreicher die Jacke mitnimmt, glaubt man, das Rathaus zu weit geschoben zu haben.
- Die Schildbürger säen Salz: Um in Zeiten von Krieg und Not unabhängig von teuren Salzlieferungen zu werden, beschließen die Schildbürger, Salz künftig selbst anzubauen, da der Zucker, der dem Salz ähnlich sieht, gleichermaßen auf dem Felde wächst. Und so säen sie, voller Vertrauen auf reichen Segen von oben, ihr letztes Salz in das umgebrochene Gemeindeland. Die Ernte des vermeintlichen Salzkrauts (in Wirklichkeit Brennnesseln) von Hand schlägt leider fehl. Im sächsischen[12] Schildau ist der Schauplatz dieses Streichs als „Salzberg“ bekannt.
- Der Kaiser kommt zu Besuch: Der Kaiser will zu Besuch kommen, um zu schauen, ob es wahr ist, was man über die Bewohner dieser Stadt sagt. Er lässt ihnen ausrichten, sie sollen zum Empfang „halb geritten und halb zu Fuß“ entgegenkommen, womit er meint, dass man zu Fuß gehen kann, wenn man kein Pferd besitzt. Die Schildbürger jedoch beraten darüber und kommen ihm schließlich auf Steckenpferden entgegengeritten. Am Ende seines Aufenthaltes in Schilda garantiert ihnen der Kaiser absolute Narrenfreiheit.
- Die Kuh auf der alten Mauer: Weil auf einer alten Mauer hohes Gras wuchert, wollen einige Schildbürger das Gras entfernen, indem sie es von einer Kuh abweiden lassen. Um die Kuh auf die Mauer zu hieven, zerren einige starke Männer die Kuh an einem Seil nach oben. Da das Seil um den Hals gewickelt wurde, wird die Kuh schließlich stranguliert. Als die Schildbürger sehen, wie die Kuh die Zunge herausstreckt, rufen sie begeistert: „Kieck mol, da frett se schon.“
- Die versunkene Glocke: Um die wertvolle Rathausglocke[13] vor dem Feind zu schützen, beschließen die Schildbürger, sie im See zu versenken. Um sich zu merken, an welcher Stelle des Sees sie die Glocke nach dem Ende des Krieges wieder herausholen können, schnitzen die findigen Bürger eine Kerbe in den Bootsrand. Als sie nach dem Krieg merken, dass sie so die Glocke nicht wiederfinden, schneiden sie vor Wut die Kerbe aus dem Bootsrand heraus, wodurch sie freilich nur noch größer wird.
- Vom richtigen Verscheuchen der Vögel: Weil Krähen die frische Aussaat vom Gemeindeacker picken, sollen sie verscheucht werden. Damit der Gemeindevorsteher nicht die Saat zertrampelt, wird er auf einer Plattform von vier Männern auf das Feld getragen.
- Baumstämme in die Stadt tragen: Die Schildbürger fällen Bäume und wollen nun die Stämme in ihre Stadt bringen. Sie stellen fest, dass das Stadttor zu schmal ist: Die Baumstämme passen der Breite (eigentlich der Länge, denn sie tragen sie parallel zur Mauer!) nach nicht durch. Also reißen sie links und rechts vom Tor die Stadtmauer ein, bis die Stämme hindurchpassen. Als die Schildbürger fertig sind, merken sie, dass es doch viel einfacher gewesen wäre, die Baumstämme der Länge nach durch das Tor zu tragen. Sie tragen nun also alle Baumstämme wieder aus der Stadt, mauern die Stadtmauer links und rechts wieder zu und tragen die Stämme abermals, nun der Länge nach, durch das Tor in die Stadt. (Fast dieselbe Geschichte wird auch von der Stadt Ulm erzählt.)
- Wie die Schildbürger sich das Wissen eintrichtern wollten: Als eine Gruppe von Schildbürgern einmal Nürnberg besucht, fragen sie sich, worum es sich wohl bei dem Nürnberger Trichter handele. Ein Nürnberger behauptet, dass man durch den Trichter hindurch Klugheit aufnehmen könne, wodurch lästiges und zeitraubendes Lernen überflüssig werde. Die Schildbürger sind begeistert und probieren gleich aus, was er ihnen geraten hat. Die übrigen Nürnberger amüsieren sich prächtig über die Schildbürger und beginnen Wasserschläuche auf sie zu richten. Dies bewegt die Schildbürger jedoch dazu, noch eifriger zu „trichtern“, da sie das Wasser für Klugheit halten. Zurück in Schilda, erzählen sie den daheimgebliebenen Schildbürgern von ihrem Besuch in Nürnberg. Diese sind sehr beeindruckt, bis ein kleiner Knabe Niespulver unter ihnen verstreut, was zu heftigen Niesanfällen führt. Die Schildbürger sind enttäuscht – so schnell sind sie ihr neu erlangtes Wissen wieder losgeworden.
- Wie ein Schildbürger seinen Sohn in die Schule führt: Ein Schildbürger nimmt seinen Sohn mit in die Stadt, um ihn dem Schulmeister vorzuführen. „Macht es aber kurz mit ihm für mein Geld“, sagt der Vater, „ich will ihn wieder mit heimnehmen, sobald der Hufschmied mein Pferd beschlagen hat.“ „In so kurzer Zeit kann ich aber nichts ausrichten“, entgegnet der Schulmeister. „Wenn ich es recht bedenke“, sagt der Schildbürger, „so gelehrt braucht mein Sohn nicht zu werden, das steht unserem Geschlecht auch gar nicht an“, und zieht mit ihm von dannen.
- Wie die Schildbürger ihren Schultheiß wählen: Der Kaiser hat verlangt, dass ihm die Schildbürger auf seine Anrede mit einem Reim antworten. Neuer Schultheiß (Bürgermeister) soll daher werden, wer am besten reimen kann. Nach mehreren ungeeigneten Kandidaten darf sich endlich der Schweinehirt präsentieren: „Ihr lieben Herrn, ich tret’ herein, / meine Hausfrau heißt Kathrein; / sie hat ein Maul so wie ein Schwein / und trinkt gern süßen, kühlen … Most.“ – „Das ist es, das klingt nach etwas“, rufen die Schildbürger, „du sollst unser neuer Schultheiß sein.“
- Ein Krebs kommt vor Gericht: Ein Krebs, der auf unerklärliche Weise in Schilda auftaucht, wird wegen Anmaßung (wegen seiner großen Scheren hält man ihn für einen Schneider), Sachbeschädigung und Körperverletzung zum Tod durch Ertränken verurteilt. Im Beisein der ganzen Gemeinde wird er ins Wasser geworfen, wo er sofort zappelt. Etliche Schildbürger weinen und klagen: „Ach seht doch nur, wie muss er vor dem Tod leiden.“
- Wie die Schildbürger eine lange Wurst machen: Die Schildbürger haben ein fettes Schwein geschlachtet. Nun wollen sie es gut verwerten und machen daraus eine lange Wurst. Nur finden sie keinen passenden Topf, um die Wurst der Länge nach zu kochen. Als einige Gänse mit lautem „gigag, gigag“ herbeilaufen, versteht ein Schildbürger das als „zwiefach, zwiefach“. Nun passt auch die Wurst – mehrfach gefaltet – in den Topf.[14]
- Die Zerstörung von Schilda: Eines Tages kommt ein Wanderer nach Schilda, der eine Katze mitbringt. Die Schildbürger kennen keine Katzen, dafür gibt es reichlich Mäuse. Der Wanderer verkauft ihnen die Katze, die er als „Maushund“ bezeichnet, mit dem Versprechen, dass Schilda dank dieser bald frei von Mäusen werde. Als ein Schildbürger den weggehenden Wanderer fragt, was denn der „Maushund“ abgesehen von Mäusen sonst noch fresse, antwortet dieser: „Nur Speck frisst er nie.“ Der Schildbürger versteht jedoch: „Nur Menschen und Vieh.“ Die schockierten Schildbürger wollen den Maushund nun durch Ausräuchern loswerden und zünden das Haus an, in dem er sich befindet, doch die freche Katze springt vom Dach aufs Nachbarhaus. Auch dieses wird angezündet und so fort, bis ganz Schilda niedergebrannt ist – aber der „Maushund“ kann nicht gefangen werden.

### Die Teterower Hechtsage

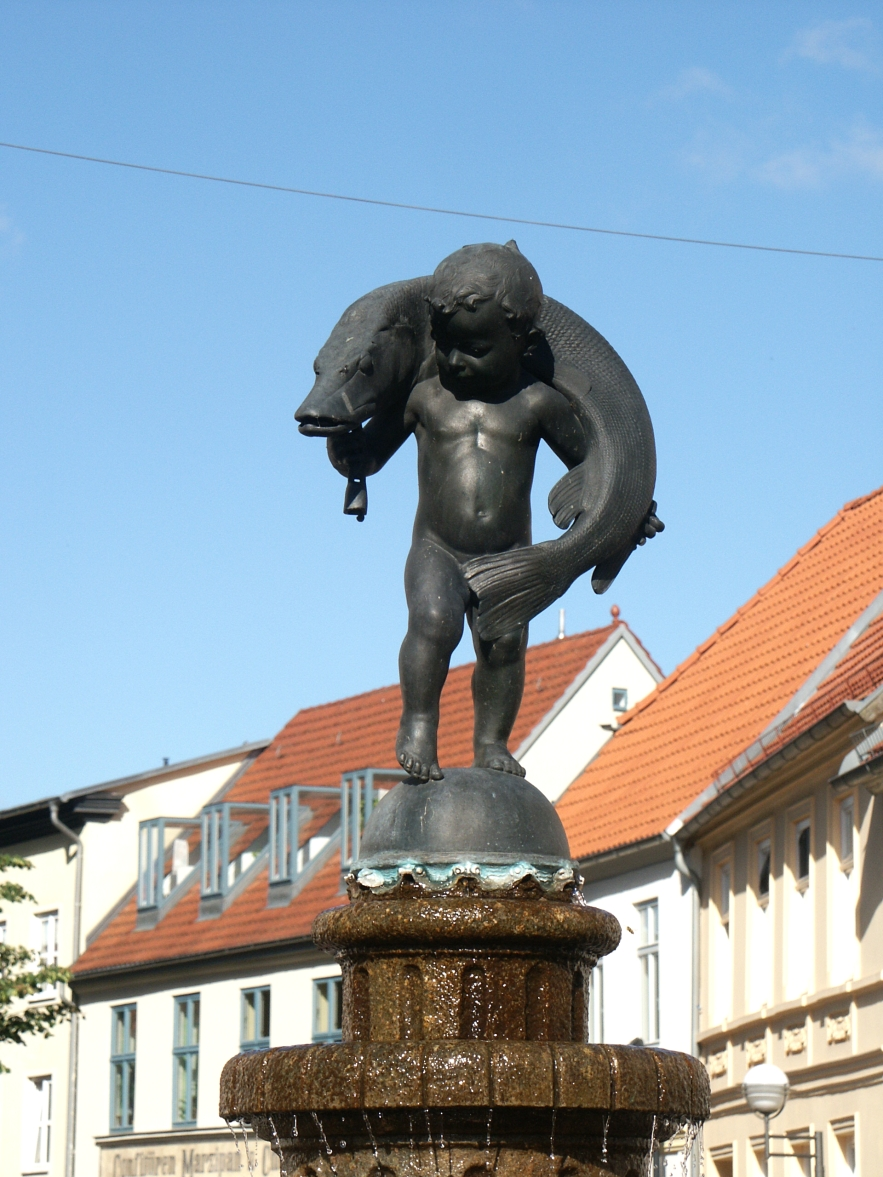
Hechtbrunnen in Teterow

In der heute bekanntesten Fassung wird der Hecht im Teterower See in Mecklenburg von den Schildbürgern gefangen. Da in wenigen Wochen ein Besuch des Landesherrn stattfinden soll und der Hecht nicht so lange frisch gehalten werden kann, beschließen die Schildbürger, ihn wieder ins Wasser zu lassen. Um ihn auch wiederzufinden, binden sie ihm eine Glocke um und schneiden an der Stelle, wo sie den Hecht hineingelassen haben, eine Kerbe in das Boot. Die Suche nach dem Hecht gestaltet sich jedoch schwieriger als gedacht.
Der 1914 eingeweihte Hechtbrunnen Teterow soll an die Hechtsage erinnern. Als Andenken an die Teterower Schildbürgerstreiche wird daher auch jedes Jahr am Wochenende nach Himmelfahrt in Teterow das Hechtfest (Motto: Noch lebt der Hecht) gefeiert. Höhepunkt ist die Theater-Aufführung der bekanntesten Teterower Schildbürgerstreiche.

### Der Beckumer Rathausbrunnen (Pütt)
In Beckum soll einmal der im Westfälischen „Pütt“ genannte Brunnen auf dem Marktplatz von Schlamm gereinigt werden. Hierzu wird eine Kette aus Männern in den Brunnen hinabgelassen. Als der am obersten Ende hängende Mann nicht mehr kann, sagt er zu den anderen: „Haltet euch alle fest, ich muss mir mal eben in die Hände spucken.“ Somit fallen alle Mann in den Brunnen.

### Faschingsbräuche
Die Geschichte Die Kuh auf der alten Mauer wird auch erzählt in der Variante, dass eine Ziege zum Abgrasen auf die Stadt- oder Friedhofsmauer hochgezogen und damit erhängt wird.
In Kipfenberg und in Erlangen-Bruck haben sich Faschingsvereine die Geschichte angeeignet und nennen sich „G(o)aßhenker“. In beiden Orten gibt es auch ein Denkmal für die gehenkte Ziege. Das Kipfenberger trägt die Inschrift: „Die Goaß hammer g’henkt zwengs dem Gras auf der Mauer, das Denkmal hammer erricht zwengs der Goaßhenkertrauer.“

## Heutige Schildbürgerstreiche
Die Legende um Schilda ist bis heute Bestandteil der deutschsprachigen Kultur und hat in den deutschen Wortschatz Einzug gehalten. Der Begriff Schildbürgerstreich findet in der Umgangssprache für aberwitzige und irreführende Regelungen oder Auswüchse der Bürokratie Verwendung.

## Film- und Fernseh-Adaptionen
- Die seltsame Historia von den Schiltbürgern: Puppentrickfilm des DEFA-Studios für Trickfilme (1961, Regie: Johannes Hempel)
- Wir Schildbürger: 13-teilige Puppenspiel-Serie der Augsburger Puppenkiste (1972, Regie: Manfred Jenning)
- Die Schildbürger: DDR-Fernsehfilm (1977, Regie: Gunter Friedrich)
- Die Bürger von Schilda und das Rathaus: Kurz-Animationsfilm des DEFA-Studios für Trickfilme (1988, Regie: Manfred Henke)

## Sonstiges
Die Encyclopedia of the Medieval Chronicle (2010), ein wissenschaftliches Nachschlagewerk, das ansonsten nüchtern über die Chronikliteratur des europäischen Mittelalters berichtet, enthält einen Eintrag zur Chronica sive Historia de populo Schildorum. Dieser Nihilartikel liest sich so, als sei das Lalebuch ein historischer Bericht, dessen Quelle neulich entdeckt wurde.

### Lalebuch

#### Textausgaben des Lalebuchs
- Das Lalebuch. Nach dem Druck von 1597 mit den Abweichungen des Schiltbürgerbuchs von 1598 und zwölf Holzschnitten von 1680. Hrsg. von Stefan Ertz. Stuttgart 1970, 21982, bibliographisch ergänzte Ausgabe 1998 (= Reclams Universal-Bibliothek 6642). ISBN 978-3-15-006642-3.
- Das Lalebuch. In Abbildung des Drucks von 1597. Hrsg. von Werner Wunderlich. Kümmerle, Göppingen 1982 (= Litterae. Göppinger Beiträge zur Textgeschichte, Bd. 87). ISBN 3-87452-520-1 sowie Klett-Cotta, Stuttgart 1982. ISBN 3-12-938430-8.
- Das Lalebuch. Wunderseltsame, abenteuerliche, unerhörte und bisher unbeschriebene Geschichten und Taten der Lalen zu Laleburg – nach dem Druck von 1597 – mit zwölf Holzschnitten aus dem Jahr 1680. Herausgegeben und aus dem Deutschen des 16. Jahrhunderts übersetzt von Reinhard Kaiser. Galiani Berlin Verlag, Köln 2021. ISBN 978-3-86971-236-9

#### Sekundärliteratur
- Hans-Jürgen Bachorski: Irrsinn und Kolportage – Studien zum Ring, zum Lalebuch und zur Geschichtklitterung. Trier 2006 (= Literatur – Imagination – Realität. Anglistische, germanistische, romanistische Studien, Bd. 39).
- Ulrich Seelbach: Die newe Zeitungen auß der gantzen Welt. Der Anhang des ‚Lalebuchs‘ und die Logik der Lügendichtung. In: Eulenspiegel-Jahrbuch 39 (1999), S. 95–111.
- Werner Wunderlich: Schildbürgerstreiche. Bericht zur Lalebuch- und Schildbürgerforschung. In: Deutsche Vierteljahrsschrift für Literaturwissenschaft und Geistesgeschichte. 56, 1982, S. 641–685.

### Schildbürgerbuch

#### Textausgaben des Schildbürgerbuchs
- Ludwig Tieck: Denkwürdige Geschichtschronik der Schildbürger – in zwanzig lesenswerten Kapiteln. viele Ausgaben, z. B. von Unabhängige Verl.-Buchh. Ackerstrasse, Berlin 1990. ISBN 3-86172-003-5.
- Erich Kästner: Die Schildbürger. In: Erich Kästner erzählt Till Eulenspiegel, Münchhausen, Don Quichotte, Die Schildbürger, Gullivers Reisen. Illustrationen von Walter Trier und Horst Lemke, Dressler/Atrium, Hamburg/Zürich 2010, ISBN 978-3-7915-3049-9.
- Karl Simrock: Die Schildbürger. Vitalis, Furth im Wald/Prag 2000, ISBN 3-934774-37-7/ ISBN 80-7253-021-6 (Prag).
- Ruth Kraft (Hrsg.), Fritz Koch-Gotha (Illustr.): Das Schildbürgerbuch von 1598. Dausien, Hanau 1985, ISBN 3-7684-3563-6.
- Otfried Preußler: Bei uns in Schilda – die wahre Geschichte der Schildbürger nach den Aufzeichnungen des Stadtschreibers Jeremias Punktum. 18. Auflage. Thienemann, Stuttgart 1988 (Erstausgabe 1958), ISBN 3-522-10600-8.
- Erich Sielaff (Bearb.): Die Schildbürger. Nach der 1. Ausgabe von 1598 und dem Narrenbuch von 1811 für die Jugend bearbeitet. Kinderbuchverlag, Berlin 1958. (zahlreiche Neuauflagen)
- Ruth Kraft (Bearb.): Das Schildbürgerbuch von 1598 – neu bearbeitet nach seinem Ursprung zum 400 jährigen Jubiläum 1998; Vision Verlag Berlin, 2. Auflage 1998, ISBN 3-928787-10-1
- Schleswig-Holsteinische Volksmärchen. Schildbürgergeschichten (AT 1200–1439), Eheschwänke (AT 1350–1439), Schwänke von Frauen und Mädchen (AT 1440–1524), aus dem Zentralarchiv der Deutschen Volkserzählung in Marburg an der Lahn. Herausgegeben und mit Anmerkungen versehen von Gundula Hubrich-Messow. Husum Druck- und Verlagsgesellschaft, Husum 2004, ISBN 3-89876-182-7.

#### Sekundärliteratur
- Gerhard Böhmer: Teterow. Chronik und Lebensbild einer mecklenburgischen Kleinstadt. Teterow 1947.
- Heinz-Günter Schmitz: Das „Volksbuch“ von den Schildbürgern. Beobachtungen zur Wirkungsgeschichte. In: Daphnis. 33, 2004, H. 3–4, S. 661–681.